# Eva Maria Bitzer
Eva Maria Bitzer (* 1965) ist eine deutsche Gesundheitswissenschaftlerin, Ärztin und Hochschullehrerin.

## Werdegang
Eva Maria Bitzer studierte Medizin an der Universität Frankfurt am Main und wurde dort 1992 mit einer Arbeit über Tumormarker bei bösartigen Tumoren im Kopf-Hals-Bereich zum Dr. med. promoviert. Von 1994 bis 2009 war sie wissenschaftliche Angestellte am ISEG Institut für Epidemiologie, Sozialmedizin und Gesundheitssystemforschung e.V. sowie am Institut für Epidemiologie, Sozialmedizin und Gesundheitssystemforschung der Medizinischen Hochschule Hannover, wo sie 2009 mit einer Arbeit über Versorgungsforschung aus Public-Health-Perspektive habilitiert wurde. Seit 2009 ist Eva Maria Bitzer Professorin für Medizin in der Gesundheitspädagogik an der Pädagogischen Hochschule Freiburg. Sie ist Leiterin der Fachrichtung Public Health & Health Education sowie des Studiengangs Master Gesundheitspädagogik und Stellvertretende Leiterin des Institut für Alltagskultur, Bewegung und Gesundheit der Hochschule. Seit 2019 ist Eva Maria Bitzer Vorstandsmitglied des damals neu gegründeten Deutschen Netzwerks Gesundheitskompetenz DNGK. Am 18. November 2024 wurde sie zur Vorstandsvorsitzenden der Gesellschaft gewählt.

## Arbeits- und Forschungsschwerpunkte
- Individuelle Gesundheitskompetenz  messen und fördern
- Organisationale Gesundheitskompetenz im Gesundheitssystem verankern
- Health Outomes und patientenberichtete Endpunkte in Prävention, Kuration und Rehabilitation
- Methoden der systematischen Literaturbewertung, Management von Interessenkonflikten
- Wirksame Interventionen erfolgreich Implementieren.[3]

## Veröffentlichungen (Auswahl)
- mit Kristine Sørensen: Gesundheitskompetenz – Health Literacy. in Das Gesundheitswesen 80, no. 08/09 (2018): 754–66. doi:10.1055/a-0664-0395
- mit Lena Ansmann, Madlen Hörold, Lisa Lyssenko und Christian Apfelbacher: … oder doch lieber daheimbleiben? – Unterstützung bei der Entscheidung zur Inanspruchnahme der Regelversorgung während der COVID-19-Pandemie durch Akteure des Gesundheitssystems. Bundesgesundheitsblatt – Gesundheitsforschung – Gesundheitsschutz, February 12, 2021. doi:10.1007/s00103-021-03282-4